# NPF (ファイアウォール)
NPFはステートフルなパケットフィルタであり、BSDライセンスでライセンスされている。パケットフィルタはファイアウォールの中心的要素である。NPFはiptables、ipfw、IPFilter、nftablesおよびPFと同等なものである。NPFはNetBSDで開発された。

## 歴史
NPFは主にMindaugas Rasiukeviciusによって書かれた。NPFは2012年のNetBSD 6.0リリースで初登場した。

## 機能
NPFはSMPシステムにおける高パフォーマンスと容易な拡張性を求めて設計されている。NPFはネットワークアドレス変換 (NAT)、ステートフルインスペクション、IPセット用のツリーおよびハッシュテーブル、カスタムフィルタ用バイトコード（BPFやn-code）などの機能をサポートする。NPFはカスタムモジュールをサポートするための拡張フレームワークを搭載している。パケットロギング、トラフィックの正規化、ランダムブロッキングなどの機能はNPF拡張として提供される。

## npf.confの例
```
# 指定されたインタフェースにIPv4限定のアドレスを割り当てる。
$ext_if = inet4(wm0)
$int_if = inet4(wm1)

# IPセットを格納する効率的なテーブル
table <1> type hash file "/etc/npf_blacklist"
table <2> type tree dynamic

# サービス名を格納した変数
$services_tcp = { http, https, smtp, domain, 9022 }
$services_udp = { domain, ntp }
$localnet = { 10.1.1.0/24 }

# 様々なNAT形式をサポートする。
map $ext_if dynamic 10.1.1.0/24 -> $ext_if
map $ext_if dynamic 10.1.1.2 port 22 <- $ext_if port 9022

# NPFは様々な拡張を搭載しており、それらはカスタムプロシージャを通じてサポートされる。
procedure "log" {
	log: npflog0
}

#
# NPFにおいてグルーピングは必須である。
# デフォルトグループは必ず存在しなければならない。.
#

group "external" on $ext_if {
	# 出て行くトラフィックは全てステートフルに通過させる。
	pass stateful out final all

	block in final from <1>
	pass stateful in final family inet proto tcp to $ext_if port ssh apply "log"
	pass stateful in final proto tcp to $ext_if port $services_tcp
	pass stateful in final proto udp to $ext_if port $services_udp

	# パッシブFTPとtraceroute
	pass stateful in final proto tcp to $ext_if port 49151-65535
	pass stateful in final proto udp to $ext_if port 33434-33600
}

group "internal" on $int_if {
	# {{IETF RFC|2827}}を用いて入ってくるものをフィルタリング。
	block in all
	pass in final from $localnet
	pass in final from <2>
	pass out final all
}

group default {
	pass final on lo0 all
	block all
}

```